# 萨克森-科堡-哥达
萨克森-科堡-哥达（德語：Sachsen-Coburg und Gotha）是韦廷家族在图林根的两个邦国组成的共主邦联。1826年由萨克森-科堡-萨尔费尔德和萨克森-哥达-阿尔滕堡整合产生。1871年加入德意志帝国。1918年德国君主制覆亡，成为科堡自由州和萨克森-哥达自由州。1920年科堡成为巴伐利亚州的一部分，哥达成为图林根州的一部分。

## 成立背景
1825年，萨克森-哥达-阿尔滕堡公爵腓特烈四世去世，没有子嗣，萨克森-哥达-阿尔滕堡绝嗣。萨克森-哥达-阿尔滕堡的继承为恩斯廷系诸邦争议。通过萨克森国王弗里德里希·奥古斯特一世的仲裁决定：弗里德里希四世的侄女婿萨克森-科堡-萨尔费尔德公爵恩斯特一世得到萨克森-哥达，并将萨尔费尔德让给萨克森-迈宁根；萨克森-希尔德布尔格豪森得到阿尔滕堡，并将本土森让给萨克森-迈宁根。得到哥达的萨克森-科堡-萨尔费尔德更名萨克森-科堡和哥达，恩斯特一世成为第一代萨克森-科堡和哥达公爵。

## 简史
恩斯特一世于1844年去世，长子恩斯特二世继位。恩斯特二世在位期间，萨克森-科堡和哥达成为唯一一个承认美利坚联盟国的政权。
恩斯特二世没有子嗣，1893年去世后，他的弟弟阿尔伯特亲王与英国维多利亚女王的次子爱丁堡公爵阿尔弗雷德成为萨克森-科堡-哥达公爵。阿尔弗雷德的独子早逝，阿尔弗雷德去世后，爵位由他四弟奥尔巴尼公爵利奥波德的遗腹子卡尔·爱德华所继承。
萨克森-科堡和哥达1866年加入北德意志邦联；1871年加入德意志帝国。
1918年德国革命中，卡尔·爱德华于11月18日被工人士兵国会废黜。萨克森-科堡和哥达成为科堡自由州和萨克森-哥达自由州。1920年，科堡自由州并入巴伐利亚；萨克森-哥达自由州并入图林根。

## 行政区划

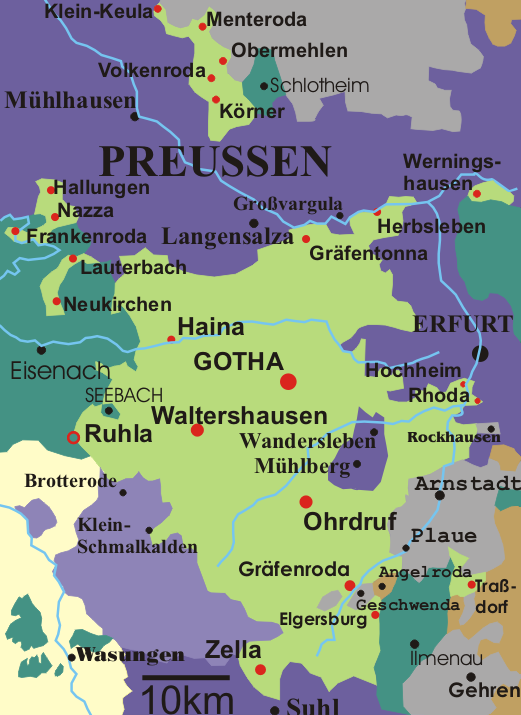
萨克森-哥达公国地图

### 萨克森-哥达公国
萨克森-哥达公国，面积1415km²，1910年人口为182359，人口密度129人/km²。分为三个县：
- 哥达县
- 奥尔德鲁夫县
- 瓦尔特斯豪森县

### 萨克森-科堡公国

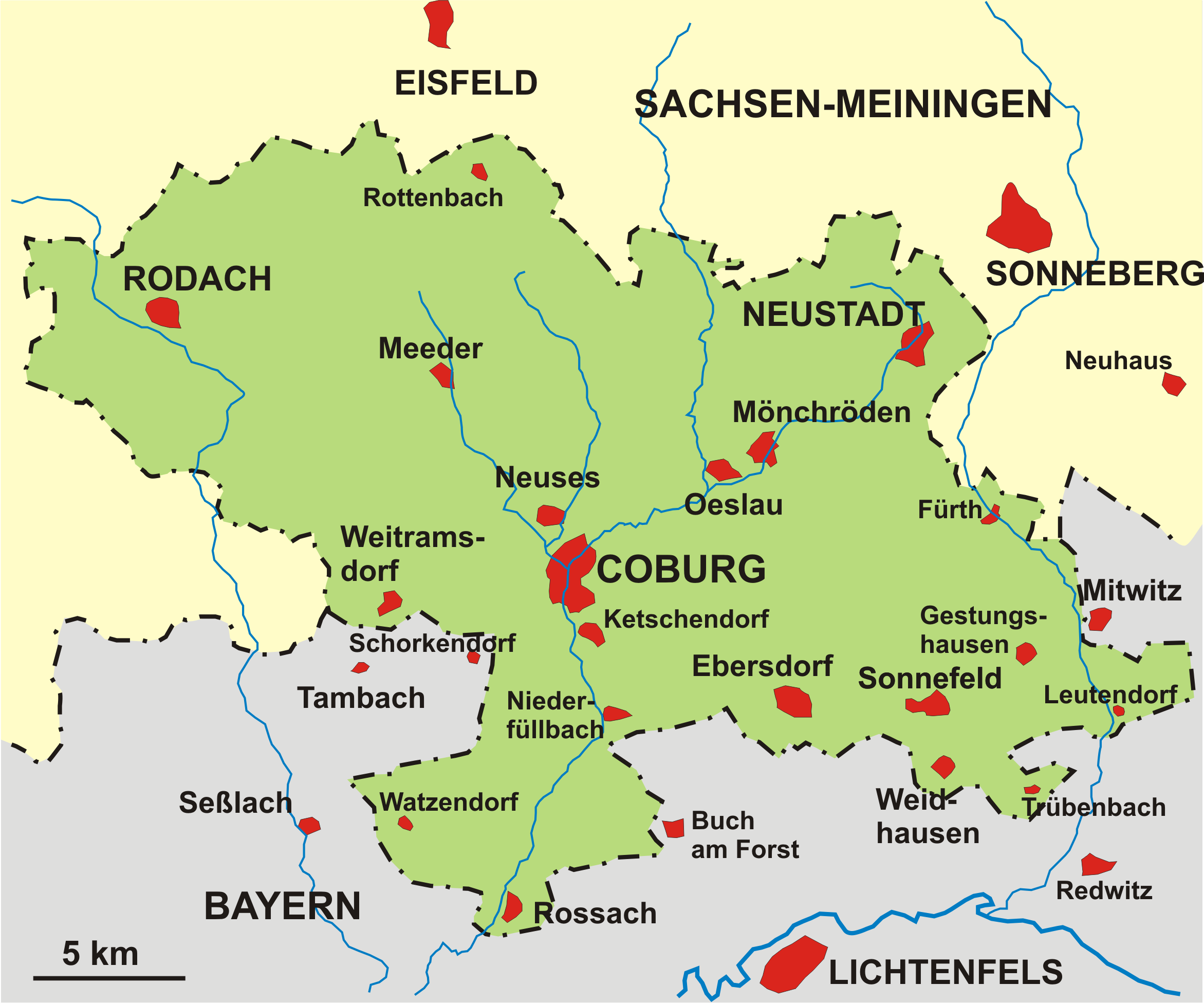
萨克森-科堡公国地图

萨克森-科堡公国，面积562km²，1910年人口为74818，人口密度133人/km²。分为一个县：
- 科堡县

## 历代公爵列表
| 名稱                    | 肖像                 | 徽章                 | 出生日期                                  | 继位日期             | 卸任日期                                  | 逝世日期                                  | 爵位继承权                                       | 备注 其他头衔                                |
| 萨克森-科堡-哥达王朝    | 萨克森-科堡-哥达王朝 | 萨克森-科堡-哥达王朝 | 萨克森-科堡-哥达王朝                      | 萨克森-科堡-哥达王朝 | 萨克森-科堡-哥达王朝                      | 萨克森-科堡-哥达王朝                      | 萨克森-科堡-哥达王朝                             | 萨克森-科堡-哥达王朝                         |
| ----------------------- | -------------------- | -------------------- | ----------------------------------------- | -------------------- | ----------------------------------------- | ----------------------------------------- | ------------------------------------------------ | -------------------------------------------- |
| 恩斯特一世 Ernst I      |                      |                      | 1784年 · 1月2日 · 神聖羅馬帝國科堡        | 1826年 11月12日      | 1844年 1月29日 萨克森-科堡-哥达哥达       | 1844年 1月29日 萨克森-科堡-哥达哥达       | 弗朗茨一世之子                                   | 前萨克森-科堡-萨尔费尔德公爵恩斯特三世       |
| 恩斯特二世 Ernst II     |                      |                      | 1818年 6月21日 萨克森-科堡-萨尔费尔德哥达 | 1844年 1月29日       | 1893年 8月22日 萨克森-科堡-哥达腓特烈羅達 | 1893年 8月22日 萨克森-科堡-哥达腓特烈羅達 | 恩斯特一世之子                                   | 无后嗣                                       |
| 阿尔弗雷德一世 Alfred I |                      |                      | 1844年 8月6日 英国白金汉宫                | 1893年 8月22日       | 1900年 7月30日 萨克森-科堡-哥达科堡       | 1900年 7月30日 萨克森-科堡-哥达科堡       | 恩斯特一世之孙 阿尔伯特亲王之子                  | 同时为爱丁堡公爵、肯特伯爵及阿尔斯特伯爵     |
| 卡尔·爱德华 Carl Eduard |                      |                      | 1884年 7月19日 英国萨里郡                 | 1900年 7月30日       | 1918年 11月14日                           | 1954年 · 3月6日 · 西德科堡                | 恩斯特一世曾孙 阿尔伯特亲王之孙 利奥波德王子之子 | 同时为奧爾巴尼公爵、克拉伦斯伯爵及阿克洛男爵 |

## 历任首相列表
- 1826年11月12日—1826年底：阿尔布雷希特·安东·阿道夫·霍夫曼（Albrecht Anton Adolph Hofmann）
- 1826年底—1840年1月21日：克里斯托弗·安东·斐迪南·冯·卡洛维茨男爵（Christoph Anton Ferdinand Freiherr von Carlowitz）
- 1840年1月—10月：迪特里希·卡尔·奥古斯特·冯·施泰因男爵（Dietrich Carl August Freiherr von Stein，第一任期）
- 1840年10月—1846年3月1日：格奥尔格·斐迪南·冯·莱佩尔男爵（Georg Ferdinand Freiherr von Lepel）
- 1846年3月1日—1849年12月1日：迪特里希·卡尔·奥古斯特·冯·施泰因男爵（第二任期）
- 1849年12月1日—1888年3月：卡米洛·理夏尔德·冯·赛巴赫（Camillo Richard von Seebach，1855年起为男爵）
- 1888年3月—1891年11月14日：吉斯贝特·古斯塔夫·博吉斯拉夫·卡尔·冯·博宁-布莱廷（Gisbert Gustav Bogislaw Karl von Bonin-Brettin）
- 1891年11月14日—1900年11月1日：卡尔·弗里德里希·冯·施特伦格（Carl Friedrich von Strenge）
- 1900年11月—1905年5月19日：奥托·菲利普·亨迪希（Otto Philipp Hentig）
- 1905年5月19日—1914年5月5日：恩斯特·弗里德里希·赫尔曼·冯·里希特（Ernst Friedrich Hermann von Richter）
- 1914年5月5日—1919年5月1日：汉斯·巴尔托尔德·冯·巴塞维茨（Hans Barthold von Bassewitz）

## 萨克森-科堡-哥达王朝

### 英国萨克森-科堡-哥达王朝
恩斯特一世的次子阿尔伯特亲王于1840年与英国维多利亚女王结婚，生有四子五女。1901年，维多利亚女王去世，长子登基成为英王爱德华七世，开创了萨克森-科堡-哥达王朝在英国的统治。1917年，英王乔治五世将英國王室姓氏由萨克森-科堡-哥达改为温莎。

### 布拉干萨-萨克森-科堡-哥达王朝
恩斯特一世的二弟斐迪南娶了匈牙利贵族科哈里家族的继承人安东妮，他们的长子斐迪南与葡萄牙女王玛丽亚二世结婚，有七子四女。他们的长子佩德罗五世于1853年登基，从而开创了布拉干萨-萨克森-科堡-哥达王朝在葡萄牙的统治。
随着1910年葡萄牙王国被推翻，葡萄牙布拉干萨-萨克森-科堡-哥达王朝终结。末代葡萄牙国王国王曼努埃尔二世去世以后，布拉干萨-萨克森-科堡-哥达王朝绝嗣。

### 萨克森-科堡-哥达-科哈里家族
斐迪南与安东妮的次子奥古斯特继承母亲成为第五代科哈里亲王，他的长子菲利普成为第六代科哈里亲王，菲利普没有男嗣，他弟弟路德维希·奥古斯特及后代成为日后的科哈里亲王。

### 保加利亚萨克森-科堡-哥达王朝
第五代科哈里亲王奥古斯特的第三子斐迪南于1887年被选为保加利亚亲王，1908年斐迪南自称保加利亚沙皇斐迪南一世，开创了萨克森-科堡-哥达王朝在保加利亚的统治。
1946年，保加利亚举行公投，废除君主制，萨克森-科堡-哥达王朝在保加利亚的统治终结。

### 比利时萨克森-科堡-哥达王朝
恩斯特一世的三弟利奥波德于1816年与时任威尔士亲王的英王喬治四世独生女夏洛特结婚，然而次年夏洛特生产时去世，没有子嗣。
1831年，利奥波德被选为新独立的比利时国王，开创了萨克森-科堡-哥达王朝在比利时的统治，并一直延续至今。